# Paolo Mantegazza
Paolo Mantegazza (ur. 31 października 1831, zm. 28 sierpnia 1910) – włoski neurolog, fizjolog i antropolog, znany z eksperymentalnego badania wpływu liści koki na psychikę człowieka, również pisarz.

## Ważniejsze prace
Autor wielu prac naukowych, głównie z dziedziny fizjologii:
- Fisiologia del Dolore (Fizjologia bólu, 1880);
- Fisiologia dell’Amore (Fizjologia miłości, 1896);
- Elementi d’igiene (Podstawy higieny, 1875);
- Fisonomia e Mimica (Fizjonomika i mimika, 1883);
- Gli Amori degli Uomini (Zachowania seksualne człowieka, 1885);
- Fisiologia dell’odio (Fizjologia nienawiści, 1889);
- Fisiologia della Donna (Fizjologia kobiety, 1893).

Był także autorem beletrystyki. Po polsku ukazały się najważniejsze powieści:
- Głowa (Testa), 1868 – powieść dla młodzieży, kontynuacja powieści Serce Edmonda De Amicisa (wyd. pol. 1891)[1]
- Wiek obłudy (Il secolo nevrosico), 1887 (wyd. pol. 1890)[2]
- Chora miłość (Un giorno a Madera; dosł. Dzień na Maderze), 1887 – romans epistolarny, pierwsza głośna powieść pisarza (wyd. pol. 1891)[1]
- Rok 3000-ny. Marzenie przyszłości (L’anno 3000: sogno), 1897 – powieść fantastycznonaukowa (wyd. pol. 1898, 1902, 1930 tłum. Melania Łaganowska)[3]